# 2935 Нейрум
2935 Нейрум (2935 Naerum) — астероїд головного поясу, відкритий 24 жовтня 1976 року.
Тіссеранів параметр щодо Юпітера — 3,368.